# Mednarodni antarktični center
Mednarodni antarktični center je atrakcija za obiskovalce in javno raziskovalno središče v predmestju Harewood, Christchurch, Nova Zelandija. Stoji na mednarodnem letališču Christchurch, poleg stavb, ki so baza Christchurcha za antarktične programe ZDA, Nove Zelandije in Italije.

## Opis
Center je v kampusu, v katerem so baze v Christchurcha za novozelandski, ameriški in italijanski antarktični program, in obsega upravne pisarne, skladišča, ameriško/novozelandsko trgovino z oblačili, pošto in potovalno agencijo ter antarktični potniški terminal.
Mednarodni antarktični center sestavljajo antarktični eksponati, kavarna in bar. Atrakcije za obiskovalce vključujejo antarktično sobo za snežni vihar, avdiovizualni prikaz, srečanja s psi haskiji in vožnje s terenskim vozilom Hägglunds izven centra. Obstaja tudi razstava malih modrih ali pritlikavih pingvinov (Eudyptula minor). Center je namenjen sprejemanju pingvinov iz narave, ki potrebujejo pomoč.

## Zgodovina

### Ozadje
Christchurch ima dolgo zgodovino povezav s potovanji na Antarktiko. Prva britanska antarktična ekspedicija (Discovery Expedition) Roberta Falcona Scotta je obiskala Christchurch novembra in decembra 1901 z ladjo RRS Discovery na potovanju proti Antarktiki. Christchurch je od novembra 1907 do januarja 1908 obiskal tudi Ernest Shackleton s svojo ekspedicijsko ladjo Nimrod. Robert Falcon Scott je oktobra in novembra 1910 ponovno obiskal Christchurch na ladji Terra Nova na svoji nesrečni odpravi (Terra Nova Expedition).:7-8
V zgodnjih 1950-ih se je začelo načrtovati obdobje geofizikalnih raziskav, znano kot mednarodno geofizikalno leto. Izbrana so bila leta 1957-58, v središču pa je bila Antarktika. 1. februarja 1955 je ameriška mornarica ustanovila ameriške mornariške podporne sile na Antarktiki kot del svoje atlantske flote. To je bil začetek tega, kar je postalo znano kot operacija Globoka zamrznitev in vodilo do ustanovitve raziskovalnih postaj na Antarktiki v pripravah na mednarodno geofizikalno leto. Ameriška mornarica je izbrala floto posebej pripravljenih letal za zagotavljanje zračne podpore programu. Letala so imela sedež na letališčih Wigram in Harewood v Christchurchu. Prvo pristajanje na ledu je bilo 31. oktobra 1956. Logistično podporo ameriškemu antarktičnemu programu, vključno z njegovo bazo na letališču Christchurch, je še naprej vodila ameriška mornarica do leta 1998, ko je ministrstvo za obrambo ZDA in Nacionalna znanstvena fundacija sta se strinjala s prenosom logistične podpore na Oddelku letalskih sil Združenih držav.
Letališče Christchurch ostaja baza za direktne lete na Antarktiko, mesto pa je eno od samo petih na svetu s takimi povezavami.

### Gradnja
Mednarodni antarktični center je zgradilo podjetje Christchurch Airport po dogovoru med letališčem, novozelandskim oddelkom DSIR Antarctic Division in Nacionalno znanstveno fundacijo Združenih držav Amerike. Leta 1990, potem ko so bili načrti za center odobreni, je novozelandska vlada zagotovila nepovratna sredstva za mednarodno promocijsko delo za dvig prepoznavnosti Christchurcha kot antarktičnega prehodnega mesta, s poudarkom na Mednarodnem antarktičnem centru. Center se je razvijal v dveh fazah. Prva stopnja je bila odprta septembra 1990 in je nudila pisarniške in skladiščne prostore za antarktične programe Nove Zelandije, Združenih držav in Italije. Druga stopnja razvoja je bil antarktični center za obiskovalce, zgrajen kot turistični namen, odprt leta 1992. Arhitekt za razvoj je bil Barry Dacombe iz Warren & Mahoney, glavni izvajalec pa Armitage Williams Construction. Dacombe opisuje stavbo centra za obiskovalce kot: »niz pahljačastih trdnih teles različnih višin, ki so videti kot veliki ledeni klini, stisnjeni navzven iz antarktične celine«.

### Znamenitosti za obiskovalce
Center za obiskovalce temelji na 100-letni zgodovini Christchurcha kot prehoda za operacije na Antarktiki. Leta 1998 je center poročal, da je od odprtja leta 1992 atrakcijo obiskalo več kot milijon ljudi. Skoraj polovica jih je bila iz Canterburyja.
Ena od zanimivosti v centru so terenska vozila Hägglunds z dvojno kabino švedske izdelave, ki se uporabljajo za prevoz po ledu. Vozila v Mednarodnem antarktičnem centru so podobna tistim, ki se uporabljajo v operacijah na Antarktiki, vendar so bila prilagojena izkušnji obiskovalcev v centru. Prvi Hägglunds je prispel leta 1999 in v naslednjih 12 mesecih se je več kot 27.000 ljudi z vozilom popeljalo po centru za obiskovalce.
Leta 2001 je bilo atrakciji dodano drugo terensko vozilo Hägglunds, skupaj z lažno 1,2-metrsko razpoko na poti vozila. Center je poročal, da se po Hägglundsu pelje 40.000 ljudi na leto.
Deseto obletnico odprtja Mednarodnega antarktičnega centra so praznovali septembra 2002 s skupino 625 otrok, ki je poskušala postaviti svetovni rekord za največjo rojstnodnevno voščilnico na svetu. Septembra 2003 je center odprl novo atrakcijo: Antarktično nevihto. To obiskovalcem omogoča 3-minutno izpostavljenost simuliranemu antarktičnemu snežnemu metežu s temperaturami mrzlega vetra do –25 °C.
Leta 2004 je letno število obiskovalcev doseglo 200.000, od tega 80 % tistih iz drugih držav.[16] Istega leta so poročali, da se 45.000 ljudi vsako leto udeleži izobraževalnega programa za Antarktiko, ki ga izvaja center.
Leta 2006 so v centru začeli srečanje s pingvini, do januarja 2008 pa je število obiskovalcev letno naraslo na 246.000. Začelo se je tudi ustvarjanje kratkega filma o Antarktiki, ki bo prikazan v središču na največjem zaslonu visoke ločljivosti na Južnem otoku. Oktobra 2008 se je v centru rodil prvi piščanček modrega pingvina.
Potres v Christchurchu 22. februarja 2011 je povzročil velike motnje v turističnem sektorju v mestu. Obisk Christchurcha se je zmanjšal za 1 milijon nočitev obiskovalcev v letu do februarja 2022. Pred potresom je bilo več kot 80 % obiskovalcev Mednarodnega antarktičnega centra iz drugih držav, vendar se je po potresu število znatno zmanjšalo. Center je spremenil svoj tržni fokus, da bi privabil več lokalnih obiskovalcev, in uvedel letne vstopnice in zelo znižane vstopnice za družine. Te pobude so bile uspešne in med zimskimi šolskimi počitnicami leta 2012 je bila do polovica vseh obiskovalcev centra iz lokalne regije Canterbury.

## Spremembe lastništva
Od svoje prvotne ustanovitve je bil Mednarodni antarktični center v lasti družbe Christchurch Airport, ki je bila v 75-odstotni lasti občinskega Christchurch City Holdings Ltd in v 25-odstotni lasti vlade. Toda leta 2000 je Richard Benton, ki je bil štiri leta direktor Mednarodnega antarktičnega centra, vodil menedžerski odkup operacije. Zemljišča in zgradbe so ostali v lasti letališča.
Novembra 2011 je mednarodno letališče Christchurch objavilo, da je kupilo Mednarodni antarktični center od Richarda Bentona, ki je bil lastnik podjetja zadnjih 11 let.
Oktobra 2015 je Mednarodni antarktični center kupilo turistično podjetje Real Journeys. Skupaj z družbo Real Journeys je Mednarodni antarktični center postal del zasebne skupine Wayfare Group, ki se je pozneje preimenovala v RealNZ.

## Nagrade
Leta 1997 je Mednarodni antarktični center zmagal v kategoriji zanimivosti za obiskovalce na tekmovanju New Zealand Tourism Awards. Bil je tudi finalist leta 1998.
24. septembra 2009 je bilo na Canterbury Champion Awards Dinner objavljeno, da je bil Mednarodni antarktični center ocenjen za skupnega zmagovalca v kategoriji Champion Host – srednja, velika podjetja. Mednarodni antarktični center je bil priznan kot zmagovalec Champion Host Winner in si je delil kategorijo finalistov skupaj z Whale Watch Kaikoura in Canterbury Museum.